# Mount Belvidere
Der Mount Belvidere ist ein Berg auf der karibischen Insel St. Lucia. Der Hügel liegt im Herzen von St. Lucia, zusammen mit dem Mount Grand Magazin im Grenzgebiet der Quarter Laborie, Choiseul, Soufrière und Vieux Fort.
Der Berg liegt administrativ im Gebiet von Castries.